# Municipio de Chadwick
El municipio de Chadwick (en inglés: Chadwick Township) es un municipio ubicado en el condado de Christian en el estado estadounidense de Misuri. En el año 2010 tenía una población de 409 habitantes y una densidad poblacional de 7,94 personas por km².

## Geografía
El municipio de Chadwick se encuentra ubicado en las coordenadas 36°54′46″N 93°2′18″O / 36.91278, -93.03833. Según la Oficina del Censo de los Estados Unidos, el municipio tiene una superficie total de 51.48 km², de la cual 51,48 km² corresponden a tierra firme y (0.01 %) 0 km² es agua.

## Demografía
Según el censo de 2010, había 409 personas residiendo en el municipio de Chadwick. La densidad de población era de 7,94 hab./km². De los 409 habitantes, el municipio de Chadwick estaba compuesto por el 98,53 % blancos, el 0,24 % eran amerindios y el 1,22 % eran de una mezcla de razas. Del total de la población el 1,71 % eran hispanos o latinos de cualquier raza.